# ドクター・ドリトル (2020年の映画)
『ドクター・ドリトル』（原題：Dolittle）は、2020年のファンタジー・冒険映画。
ヒュー・ロフティングの児童文学『ドリトル先生』シリーズを原作とする。監督はスティーヴン・ギャガン、脚本はギャガンとトーマス・シェパード。主演のタイトルキャラクターをロバート・ダウニー・Jrが務め、ほかにアントニオ・バンデラス、マイケル・シーン、ハリー・コレット、ジム・ブロードベントらが出演。また、動物の声での出演をエマ・トンプソン、ラミ・マレック、ジョン・シナ、クメイル・ナンジアニ、オクタヴィア・スペンサー、トム・ホランド、クレイグ・ロビンソン、レイフ・ファインズ、セレーナ・ゴメス、マリオン・コティヤールらが務める。
アメリカでは2020年1月17日にユニバーサル・ピクチャーズによって公開された。

## ストーリー
「動物と会話できる」という特殊能力を持った獣医で医者であるジョン・ドリトルは、かつてはその功績でヴィクトリア女王から動物保護区を与えられた名医であったが、冒険家である妻のリリー・ドリトルを海難事故で失い、今や人との関わりを避けて生きる、世捨て人となっていた。
ある日、猟師の叔父に育てられながら狩猟を嫌がる少年トミー・スタビンズは、自分が誤って撃ってしまったリスのケヴィンの治療のためジョンの屋敷を訪れる。トミーは、屋敷に住む動物たちと会話しながらケヴィンの治療に当たるジョンの姿に魅せられ、ジョンの助手になりたいと申し出る。時を同じくして、ヴィクトリア女王の使いであるレディ・ローズが、病気となった女王の治療をジョンに求めてやってくる。屋敷から出たくないジョンは一時断るが、屋敷を含んだ動物保護区が女王の権限で存続しており、女王が死ねば保護区指定が解除され、屋敷を追い出されることに気づき、やむなくバッキンガム宮殿へ向かう。
病床の女王を診察したジョンは、部屋で飼われていたタコのレオナと会話し、その原因がなぜか紅茶に含まれていた「ベラドンナの毒」が原因であると見抜くと、唯一の治療薬であり、妻リリーが探し求めていた「エデンの樹の果実」を求めて大海原へ旅立つことを決める。トミーは一時自宅へ返されるが、ジョンのパートナーであるオウムのポリーの計らいで、旅に同行することになる。
一行は一路、リリーの故郷である海賊島へ進路を取る。道中、ジョンの大学時代の同期であり、彼をライバル視する医師のブレア・マッドフライに襲撃されるが、クジラのハンフリーの助けを得て、窮地を脱する。
海賊島に着いたジョンは、トミーとともに海賊王ラソーリの宮殿へ忍び込む。狙いは、ラソーリが隠し持っているリリーの航海日誌だが、あえなく二人は捕まってしまう。娘のリリーをみすみす死なせたとしてジョンを恨むラソーリは、ジョンを殺そうと同じくジョンに恨みのあるトラのバリーをけしかけるが、駆け付けたポリーとゴリラのチーチーの協力で助かった。ホッキョクグマのヨシがダイナマイトで宮殿を攻撃し、混乱に乗じてジョンたちは宮殿を脱するが、港で待ち受けていたマッドフライに日誌を奪われ、船も破壊されてしまう。意気消沈するジョンに、追いついたラソーリが刃を向けるが、ラソーリは「お前を殺したいが、娘への愛がそれを邪魔する」と刃を収め、また代わりの船も譲ってくれた。
再び航海に出たジョンたちは、リリーの航海日誌を元に、遂にエデンの島へたどり着く。先に到着していたマッドフライに見つからないよう洞窟を進む一行だが、行き止まりでマッドフライに見つかってしまう。そのとき、岩場に隠れていたドラゴンが目覚め、ジョンたちもマッドフライたちもなく攻撃してくる。マッドフライは縦穴に落下、ジョンもドラゴンに捕まるが、ドラゴンに話しかけ、彼女の戦意を緩ませる。さらに、ドラゴンがひどい便秘に悩まされていることを見抜き、トミーや動物たちと協力して、彼女の腸につまっていた様々な異物を除去することに成功した。ドラゴンはお礼に、エデンの果実をジョンに渡した。
ロンドンでは、女王があわや命を落とすところだったが、寸前でジョンたちは間に合い、エデンの果実の果汁を女王に飲ませることに成功する。目覚めた女王と関係者の前で、ジョンは部屋の額縁に忍ばせておいたナナフシからの報告を受け、今回の件が貴族院のバッジリー卿による暗殺未遂事件であったと明かした。バッジリー卿の衣服からはベラドンナの入った瓶が見つかり、事件は解決した。
後日、ジョンは屋敷の門を再び開き、助手となったトミーとともに、多くの患者を診るようになった。

## キャスト
※括弧内は日本語吹替。
- ジョン・ドリトル先生 - ロバート・ダウニー・Jr（藤原啓治）

獣医。動物と会話が出来る。
- トミー・スタビンズ - ハリー・コレット（英語版）（林卓）

猟師の叔父を持つ少年。気が優しい。
- 海賊王ラソーリ - アントニオ・バンデラス（大塚明夫）

海賊王。
- ブレア・マッドフライ - マイケル・シーン（大塚芳忠）

医者。
- トーマス・バッジリー卿 - ジム・ブロードベント（森功至）

女王を救うために奮起する。
- ヴィクトリア女王 - ジェシー・バックリー（瀬戸麻沙美）

病で床に臥せている。
- リリー・ドリトル - カシア・スムトゥニアク（福原綾香）

ジョンの妻。冒険家。冒険の途中で事故にあい亡くなる。
- レディ・ローズ - カーメル・ラニアード（遠藤璃菜）

ヴィクトリア女王の使い。
- アーナル・スタビンズ - ラルフ・アイネソン（ふくまつ進紗）

トミーの叔父。
- ベッサン・スタビンズ - ジョアンナ・ペイジ（英語版）（さくらちひろ）
- アーナル・スタビンズ・ジュニア - ソニー・アシュボーン・サーキス（橘龍丸）

アーナルの息子
- ガレス - オリヴァー・クリス（中川慶一）

### 声の出演
- ポリネシア / ポリー（オウム） - エマ・トンプソン（石田ゆり子[9][10]）

ドリトルの親友でもある。
- チーチー（ゴリラ） - ラミ・マレック（小野大輔）

臆病な性格。チェスが出来る。
- ヨシ（ホッキョクグマ） - ジョン・シナ（中村悠一）
- プリンプトン（ダチョウ） - クメイル・ナンジアニ（八嶋智人[9][10]）
- ダブダブ（アヒル） - オクタヴィア・スペンサー（朴璐美）
- ジップ（イヌ） - トム・ホランド（斉藤壮馬）
- ケヴィン（リス） - クレイグ・ロビンソン（黒田崇矢）
- バリー（トラ） - レイフ・ファインズ（池田秀一）
- ベッツィ（キリン） - セレーナ・ゴメス（花澤香菜）
- チュチュ（アカメギツネ） - マリオン・コティヤール（沢城みゆき）
- ミニー（フクロモモンガ） - ニック・A・フィッシャー（茅野愛衣）
- ジェームズ（トンボ） - ジェイソン・マンツォーカス（杉田智和）
- マフィア・アリ - マシュー・ウルフ（霜降り明星〈せいや、粗品〉[9][10]）
- ドン・カーペンテリノ（アリ） - デイヴィッド・シェインコフ（英語版）（井上和彦）
- ウサギ - ウィル・アーネット（諏訪部順一）
- アーサー（ネズミ） - ジム・カレッタ（増田俊樹）
- ハンフリー（クジラ） - ティム・トレロアー（英語版）（武内駿輔）
- レオナ（タコ） - ジム・カレッタ（泊明日菜）
- クライド（オランウータン） - マット・キング（宮崎敦吉）
- ドラゴン - フランシス・デ・ラ・トゥーア（高島雅羅）

## 製作
2017年3月20日、本作の主演がロバート・ダウニー・Jrに決定したことが報じられた。2017年12月、ハリー・コレット、ジム・ブロードベントがキャスティングされた。2018年2月、アントニオ・バンデラスとマイケル・シーンの出演と、トム・ホランド、エマ・トンプソン、レイフ・ファインズ、セレーナ・ゴメスの動物の声での出演が決定した。2018年3月、クメイル・ナンジアニ、オクタヴィア・スペンサー、ジョン・シナ、ラミ・マレック、クレイグ・ロビンソン、マリオン・コティヤール、フランシス・デ・ラ・トゥーア、カルメン・イジョゴが声の出演に加わった。
主要製作は2018年2月後半に開始した。
主演のロバート・ダウニー・Jrの日本語吹き替えを専属で務めていた藤原啓治が公開前にあたる4月12日に癌で亡くなったため、本作が藤原の遺作となった。

## 公開
2019年4月12日にユニバーサル・ピクチャーズより公開予定とされていた。当初は2019年5月24日の公開が予定されていたが、『スターウォーズ エピソード9（仮題）』の公開と重なるため変更された。しかし、後に9か月後ろ倒しになり、2020年1月17日公開。日本では2020年3月20日に公開予定だったが、3月5日、東宝東和株式会社は新型コロナウイルス感染拡大を受け、公開延期を発表した。その後、6月19日に公開されることが決定された。

## 評価
本作は批評家から酷評されている。映画批評集積サイトのRotten Tomatoesには236件のレビューがあり、批評家支持率は14%、平均点は10点満点で4点となっている。サイト側による批評家の見解の要約は「『ドクター・ドリトル』は年少の観客が楽しむには十分な内容かもしれないが、型どおりの脚色には粗雑なストーリーと陳腐なユーモアがあるだけであえて勧めるほどの値打ちはない」となっている。Metacriticには46件のレビューがあり、加重平均値は26/100となっており、否定的なレビューが多く集まった。
雑誌『バラエティ』の映画批評家コートニー・ハワードは本作を「狂った、酷い子供向け映画」と酷評した。イギリスの映画評論家マーク・カーモードは本作を「ひどい脚本。ひどいビジュアル。鈍いプロット。陰鬱なギャグ。本作は101分の忍耐力テスト」という評価を与えた。またロバート・ダウニー・Jrのウェールズ語訛りの演技を特に批判し、「火星からの何か」と酷評した。
本作は第41回ゴールデンラズベリー賞において、最低作品賞をはじめ、最低監督賞、最低主演男優賞（ロバート・ダウニー・Jr）、最低スクリーンコンボ賞（ロバート・ダウニー・Jr＆彼の全く説得力のない（ウェールズ）アクセント）、最低脚本賞、最低前日譚・リメイク・盗作・続編賞の最多6部門でノミネートされ、このうち最低前日譚・リメイク・盗作・続編賞を受賞した。

## テレビ放送
| 回 | 放送日       | 放送時間（JST）   | 放送局     | 放送枠                     | 視聴率 | 備考                         | 出典   |
| -- | ------------ | ----------------- | ---------- | -------------------------- | ------ | ---------------------------- | ------ |
| 1  | 2023年9月1日 | 金曜21:00 - 22:54 | 日本テレビ | 金曜ロードショー （第2期） |        | 地上波初放送、本編ノーカット | [ 29 ] |